# Irene Vorrink
Irene Vorrink, née le 7 janvier 1918 à La Haye et morte le 21 août 1996 à Leek, est une juriste et femme politique néerlandaise membre du Parti travailliste (PvdA).

## Biographie

### Débuts professionnels
En 1943, elle est diplômée en droit de l'université libre d'Amsterdam (GU). Elle travaille alors comme secrétaire de son père Koos Vorrink, président du PvdA. Rédactrice à Associated Press (AP) entre 1948 et 1949, elle est ensuite salariée au secrétariat du Parti travailliste jusqu'en 1953.

### Carrière juridique
Elle obtient en 1954 un poste de juriste au bureau de l'administration municipale d'Amsterdam. Le 1er juin 1961, elle est nommée greffière à la commission d'appel du conseil de la fonction publique d'Utrecht. Elle occupe ce poste deux ans, puis exerce la même fonction à Amsterdam à partir du 1er novembre 1965.

### Ministre
Elle est élue sénatrice à la Première Chambre des États généraux lors des élections sénatoriales du 2 juillet 1969 et entre fonction le 16 septembre suivant. En parallèle, elle devient vice-présidente de la commission d'appel du conseil de la fonction publique d'Amsterdam. Elle conserve son mandat parlementaire lors des élections anticipées du 29 avril 1971.
Le 11 mai 1973, Irene Vorrink est nommée à 55 ans ministre de la Santé et de la Protection de l'environnement dans le cabinet de coalition du Premier ministre travailliste Joop den Uyl. L'une des premières femmes ministres aux Pays-Bas après Marga Klompé, elle est avec Jan Pronk une représentante du courant « Nouvelle gauche », qui défend une réorientation à gauche du PvdA au sein du gouvernement. Elle quitte l'exécutif le 19 décembre 1977 après que le Parti travailliste est passé dans l'opposition.

### Après le gouvernement
Elle est élue au conseil municipal d'Amsterdam au cours des élections municipales du 31 mai 1978. Le 6 septembre suivant, le bourgmestre travailliste Wim Polak la désigne adjointe chargée de la Santé publique, de l'Environnement, des Arts et de l'Émancipation des femmes. Elle démissionne cependant le 1er septembre 1979 et met un terme à son engagement politique.